# Versorgungskettenmatrix
Als Versorgungskettenmatrix bezeichnet man die Organisation der Wertschöpfungskette von den einzelnen Ressourcen bis hin zum Verkauf des Endprodukts.

## Definition
Als Matrix bzw. als Matrixorganisation wird im Qualitätsmanagement ein „mögliches Strukturprinzip in der Organisation eines Betriebes“ bezeichnet. Spricht man von einer Versorgungskettenmatrix, so meint man die Organisation der Wertschöpfungskette von den einzelnen Ressourcen bis hin zum Verkauf des Endprodukts.
Die Versorgungskettenmatrix stellt ein Teil der Six-Sigma-Toolbox dar. Das Six-Sigma ist eine Methode des Qualitätsmanagements, dessen Ziel es ist die Fehlerquote in der Produktion eines Produkts zu minimieren. Am Anfang des Six-Sigmas steht eine „differenzierte statische Ist-Analyse.“  „Sodann sollen in einem disziplinierten Prozess Maßnahmen identifiziert und umgesetzt werden“  um die Fehlerquote zu verringern. Man geht dabei nach der sogenannten DMAIC-Methode vor (Define, Measure, Analyze, Improve, Control). 
Innerhalb dieser Six-Sigma-Toolbox stellt die Versorgungskettenmatrix eines der Schlankheitswerkzeuge dar. Schlankheitswerkzeuge sind Teil des Lean Management, oder zu Deutsch schlankes Management. Das Lean Management „bezeichnet die Gesamtheit der Denkprinzipien, Methoden und Verfahrensweisen zur effizienten Gestaltung der gesamten Wertschöpfungskette industrieller Güter“.
Zu dieser Optimierung der Wertschöpfungskette gibt es die Schlankheitswerkzeuge, zu denen neben der Standardisierung, der Wertstrom-, Engpass- und Materialflussanalyse, sowie der Wertschöpfungsanalyse und der Rüstzeitanalyse auch die Versorgungskettenmatrix gezählt werden kann. 

## Die Versorgungskettenmatrix im Sinn einer Produkt-Kooperationsmatrix
Die Versorgungskettenmatrix lässt sich in vier Bereiche untergliedern. Die Konfiguration, die Produktentwicklung, die Gestaltung des Produktnetzwerks und die Prozessoptimierung.

### Konfiguration von Produkt und Netzwerk
Konfiguration bedeutet allgemein darstellen oder bilden und wie der Name schon impliziert geht es bei der Konfiguration um die Anordnung von Produkten in einem Netzwerk. Das bedeutet, es wird versucht durch die besondere Zusammenarbeit verschiedenster Firmen einzigartige Produkte zu entwickeln.

### Produktentwicklung
Ein Produkt muss von einem Unternehmen „mit dem besten Entwicklungs-Know-How“ produziert werden, um die best mögliche Qualität für den Kunden gewährleisten zu können. Es ist dabei besonders wichtig schon möglichst früh in der Wertschöpfungskette eine ideale Zusammenarbeit zwischen den unterschiedlichen Unternehmen zu kreieren.

### Gestaltung des Produktionsnetzwerks
Dieser Punkt ist sehr bedeutsam für die Versorgungskettenmatrix, da hier besonders deutlich wird, warum die Versorgungskettenmatrix zu den Schlankheitswerkzeugen innerhalb des Lean Managements zu zählen ist. Bei der Gestaltung des Produktionsnetzwerks wird darauf geachtet, dass es zur „optimale(n) Nutzung der Potenziale der einzelnen Unternehmen“ kommt. Durch diese optimale Nutzung wird versucht ein Produkt mit möglichst geringem Ressourceneinsatz herzustellen.

### Prozessoptimierung
Auch die Prozessoptimierung hat ähnliche Ansatzpunkte wie die Gestaltung des Produktionsnetzwerks. Der Herstellungsprozess soll optimiert werden. Hierfür ist es sehr wichtig den Prozess detailliert zu analysieren um potenzielle Einsparungsmöglichkeiten zu identifizieren. Im Schritt der Optimierung wird nun versucht dies Einsparungsmöglichkeiten bestmöglich auszuschöpfen. „Zu optimierende Leistungskriterien sind (zum Beispiel) der Lagerbestand und die Durchlaufzeit“. 
All diese Schritte sollen dafür sorgen, dass durch die Optimierung des Herstellungsprozess und ein perfektes Zusammenspiel der am Prozess beteiligten Unternehmen ein Produkt auf dem Markt erscheint, welches sowohl eine gute Qualität als auch einen verringerten Ressourceneinsatz in sich vereint.